# Сирбешть (Горж)
Сирбешть, Сирбешті (рум. Sârbești) — село у повіті Горж в Румунії. Входить до складу комуни Алімпешть.
Село розташоване на відстані 197 км на північний захід від Бухареста, 41 км на схід від Тиргу-Жіу, 88 км на північ від Крайови.

## Населення
За даними перепису населення 2002 року у селі проживали 619 осіб, усі — румуни. Усі жителі села рідною мовою назвали румунську.